# Cavité crânienne

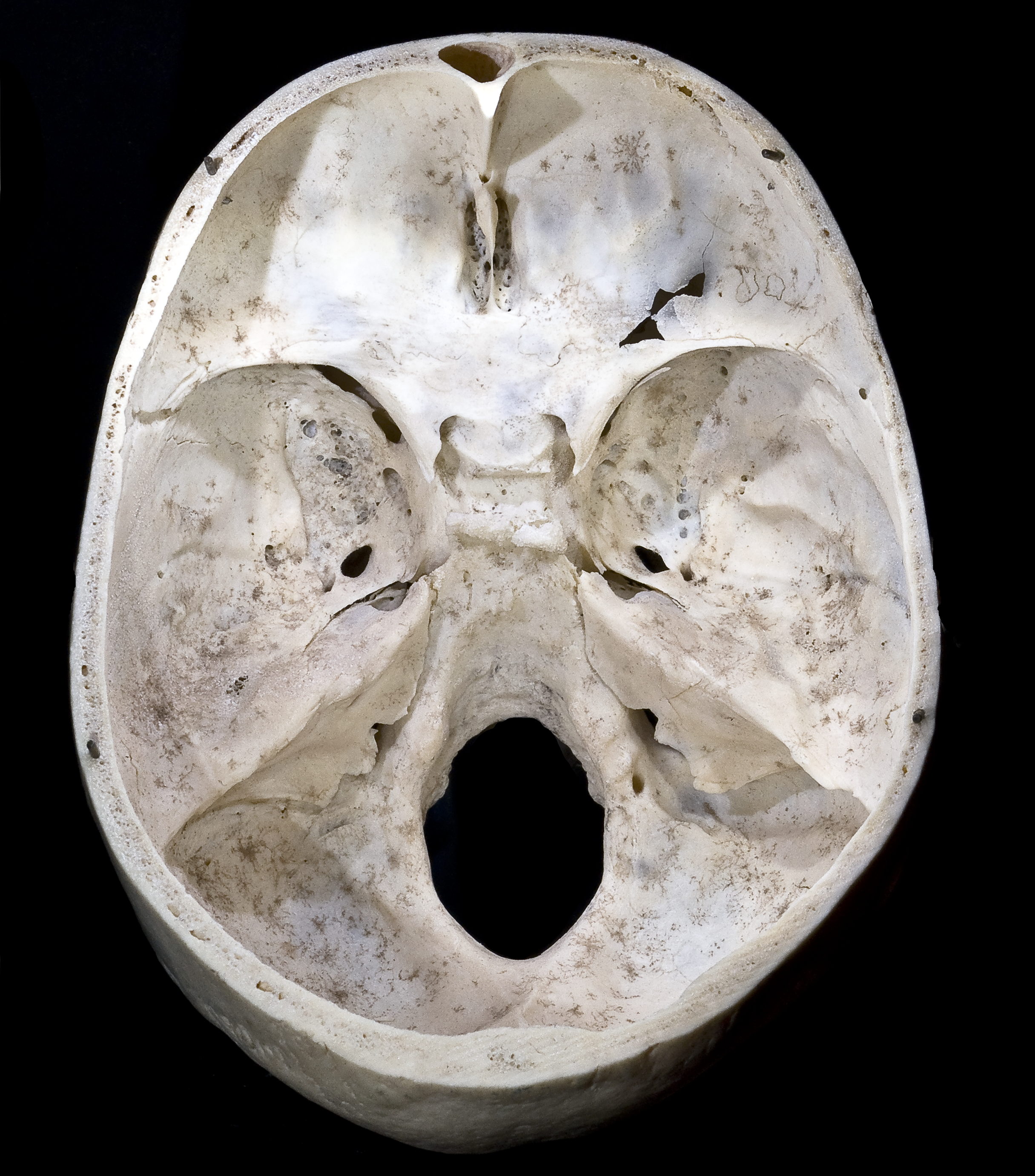
Vue du plancher de la cavité crânienne (crâne humain)

La cavité crânienne (ou boîte crânienne ou crâne cérébral) est une cavité osseuse située dans la tête qui contient le cerveau (l'encéphale entourée des méninges crâniennes) et une partie de la moelle spinale. Elle fait partie du neurocrâne.

## Structure
La cavité crânienne est limitée en haut par la calvaria (ou voûte crânienne) et en bas par la base du crâne.
Ces deux ensembles osseux délimitent une cavité d'une capacité de 1 200 à 1 700 cm3.
Elle est délimitée par les os du crâne suivants :
- les os pariétaux,
- l'os frontal,
- les os temporaux,
- l'os occipital,
- l'os ethmoïde,
- l'os sphénoïde.